# Biblioteca Dr. Raúl Prebisch
La Biblioteca Dr. Raúl Prebisch es una biblioteca especializada en banca y economía que pertenece al Banco Central de la República Argentina. Reúne literatura de temas bancarios, monetarios, políticos y financieros del pasado y del presente. El desarrollo de sus fondos bibliográficos abarca  áreas de historia económica, estadísticas, finanzas, derecho bancario y otras materias relacionadas.
Su misión principal es la de seleccionar, catalogar y clasificar todo el material bibliográfico especializado para los estudios que realiza el BCRA, así como la centralización  la adquisición de material bibliográfico en todos sus formatos para todas sus áreas.
El 29 de mayo de 1986, mediante resolución de directorio 363/86, se le asigan el nombre "Biblioteca Dr. Raúl Prebisch" en homenaje al economista argentino Raúl Prébisch.

## Historia
Su creación coincide con la del Banco Central en 1935. Según el artículo 20 del Decreto N.° 61.127/35 de 1935, se estableció: 

Solicitase del Banco de la Nación Argentina el traspaso de la Oficina de Investigaciones Económicas, con sus libros, registros y demás documentos, muebles y útiles, Biblioteca y Revista Económica, al Banco Central de la República Argentina.'

Dos años después del decreto, en noviembre de 1937, el Banco Central adquirió la biblioteca de la Oficina de Investigaciones Económicas del Banco de la Nación Argentina.
A partir de ese momento, se trabajó en la ampliación de la biblioteca especializada en ciencias económicas y materias afines a través de la compra, canje o donación de libros y folletos, publicaciones periódicas, memorias y boletines, bases de datos y otros materiales como CD, DVD y microfilms.
En 1975 sumó a su colección la Biblioteca Tornquist, donada por la empresa Ernesto Tornquist y Cía. y que se compone por una colección cerrada de comienzos del siglo XIX hasta la fecha de su donación.

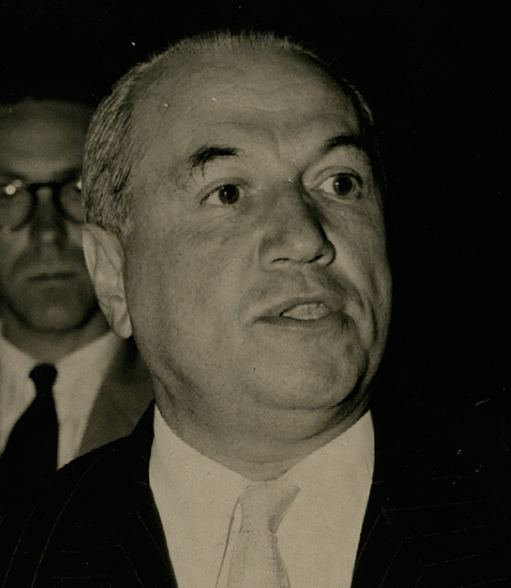
Dr. Raúl Prebisch

A partir de 1997 comenzó a organizarse el Sector de Documentos Históricos (SDH), luego llamado Archivo de Documentos Históricos (ADH), que cuenta con documentación de interés para la investigación y el estudio de la historia económica, bancaria y financiera de la Argentina. Se destaca la documentación perteneciente al Crédito Público Nacional y documentación generada en ex entidades bancarias liquidadas como el Banco Alemán Transatlántico, Banco de Italia y Río de la Plata, Banco Español del Río de la Plata, entre otras.
Hasta 1989 el ordenamiento en las estanterías constaba de una clasificación por materias, a partir de 1990 el material comenzó a ingresarse por número de inventario correlativo en el estante, por tratarse de una biblioteca de estantería cerrada. Se adoptó el sistema de gestión ISIS, con formato CEPAL, luego se migró a otros sistemas hasta que en 2019 se implementó un sistema de código abierto, Koha, a través del cual se puede consultar y localizar los materiales que forman parte del catálogo en línea.
En sus inicios la Biblioteca Dr. Raúl Prebisch funcionaba en San Martín 216, actualmente se encuentra allí el Museo Histórico y Numismático Héctor Carlos Janson. 
Con el propósito de agregar más espacio para las instalaciones del banco junto a la Sede Central, se llamó a un concurso de proyectos en 1999 para un nuevo anexo. Los ganadores fueron los arquitectos Di Tata y Romero, y el edificio se inauguró en 2001. Se trata de un cuerpo vidriado que aloja a la Superintendencia de Entidades Financieras y Cambiarias, que al mismo tiempo proveyó un acceso directo al edificio Central, en el centro de la manzana. 
El día 1° de junio de 2005, en conjunto con los festejos por el 70° aniversario del Banco Central de la República Argentina, se realizó el acto de inauguración de las nuevas instalaciones ubicadas en Reconquista 250, 1° subsuelo, donde actualmente funciona la biblioteca.

## Colecciones
La colección contiene todo el material publicado por el Banco Central de la República Argentina, desde su comienzo. La biblioteca cuenta con gran cantidad de libros y folletos, como también importantes títulos de publicaciones periódicas, entre ellas: Revista de Derecho, Historia y Letras (1898-1923), Times of Argentina (1925-1953), Boletín de la Academia Argentina de Letras (1938-1951, 1977-1983), Revista económica del Río de La Plata (1870-1893), Economic Survey (1941-1984) y El Trimestre Económico (1934-2008).
El acervo está compuesto por más de 55 000 libros y folletos, y más de 2600 publicaciones periódicas nacionales y extranjeras, además de los fondos del archivo histórico.